# لسان العرب

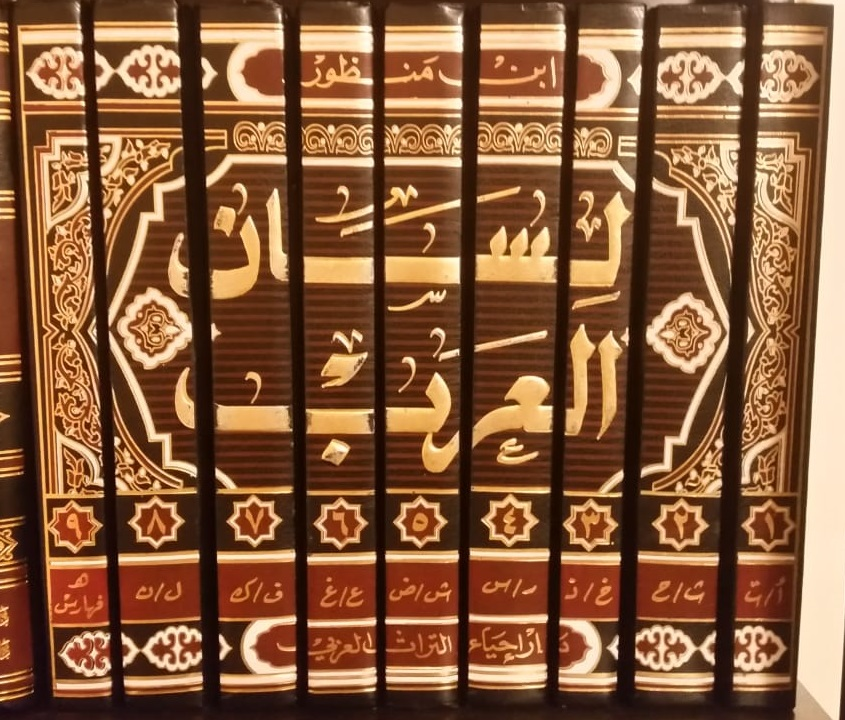
لسان العرب یک فرهنگ لغت معروف در مورد زبان عربی است که توسط دانشمند اسلامی قرون وسطی، ابن منظور، نوشته شده است.

لسان العرب لغتنامه‌ای بزرگ عربی (مُعجم) نوشتهٔ ابن منظور است که ۸۰ هزار ماده را شامل می‌شود.
این لغتنامه از دیرباز مورد مراجعه محققان و پژوهشگران بوده و سبک کار ابن منظور مورد پسند قرار گرفته است.